# PGO (automerk)
PGO (voluit PGO Automobiles) is een Franse autofabrikant die sportwagens produceert.

## Geschiedenis
Het merk PGO werd in 1980 gelanceerd door drie broers: Patrick, Gilles en Olivier Prévôt, hun initialen vormen de merknaam.
Aanvankelijk was het doel om AC Cobra-replica sportwagens te vervaardigen.
Later werd de activiteit gericht op een reproductie van de Porsche 356, op een basis (technisch-mechanisch) van de Volkswagen Beetle.
In 2000 creëerde PGO Automobiles een prototype van een voertuig dat op de Autosalon van Parijs werd gepresenteerd: de Speedster II.
In 2004 spande Porsche een rechtszaak aan tegen PGO wegens "inbreuk, oneerlijke en parasitaire concurrentie" die in hoger beroep werd gewonnen door de kleine fabrikant te Saint-Christol-lès-Alès, waardoor het Duitse bedrijf werd gedwongen haar de kosten te vergoeden die door deze juridische actie waren veroorzaakt.

## Modeloverzicht

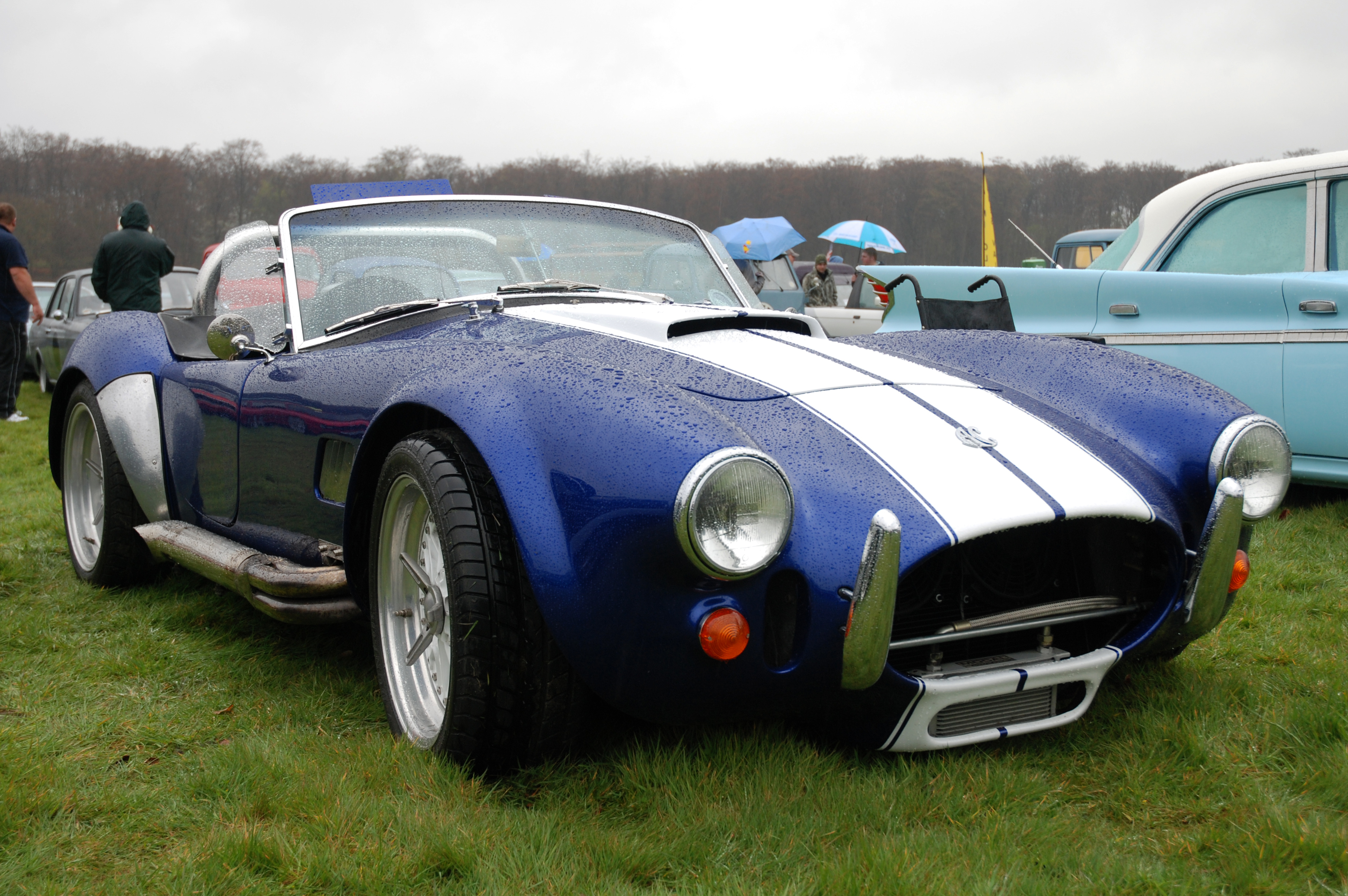
PGO C427 1980 - 1998
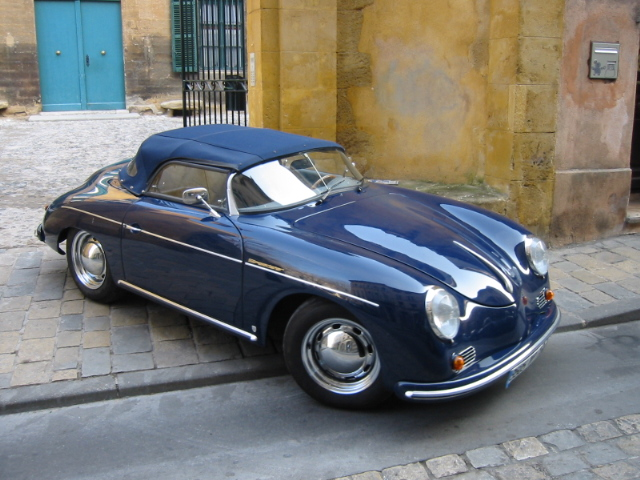
PGO Speedster 356 1998 - 2001
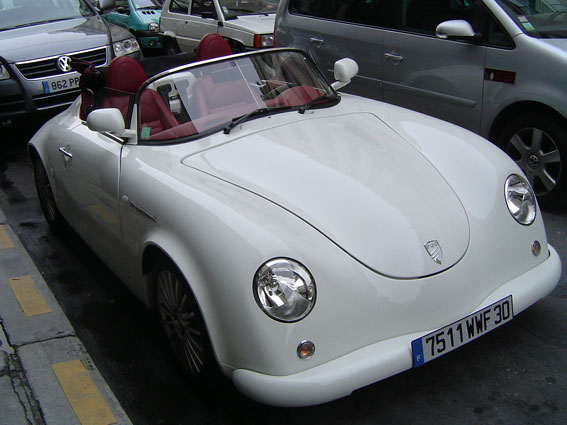
PGO Speedster II sinds 2002
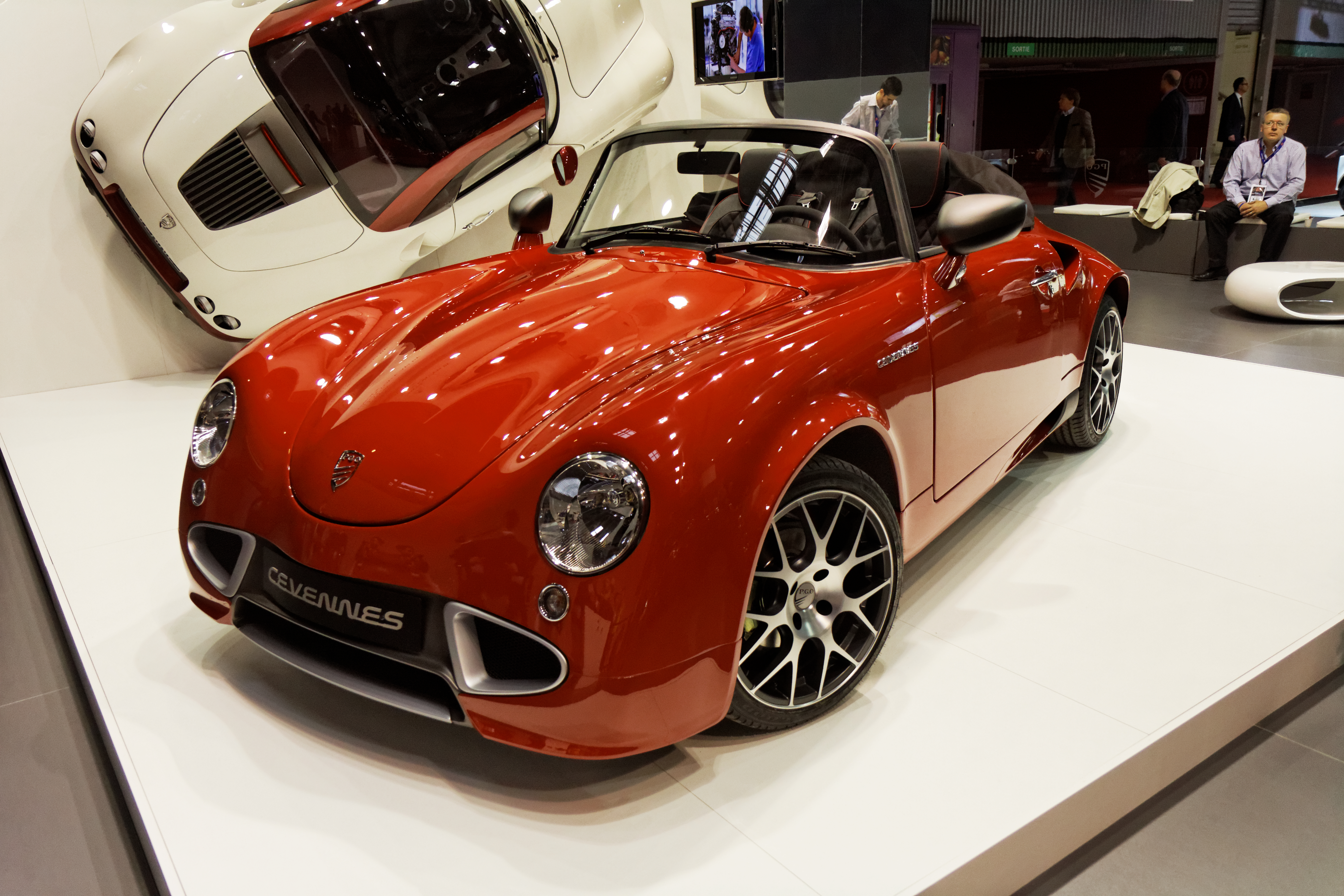
PGO Cévennes sinds 2008
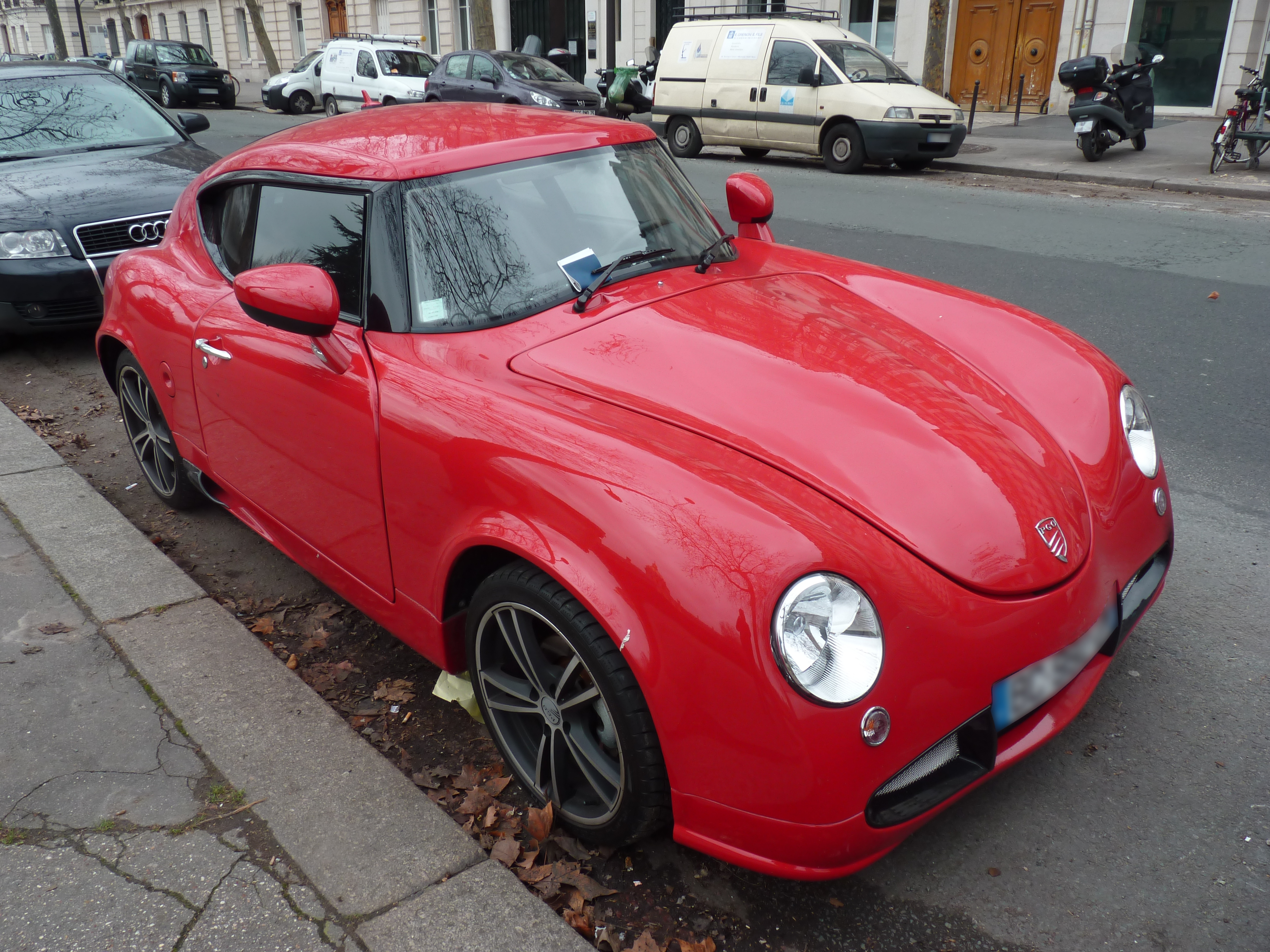
PGO Hemera sinds 2008